# Petroica longipes
La petroica bruna dell'Isola del Nord (Petroica longipes (Lesson e Garnot, 1827)) è un uccello della famiglia dei Petroicidi endemico dell'Isola del Nord della Nuova Zelanda. In passato era classificata in un'unica specie (chiamata «petroica bruna neozelandese») assieme alla petroica bruna dell'Isola del Sud (P. australis) dell'Isola del Sud e dell'isola Stewart, ma il sequenziamento del DNA mitocondriale ha mostrato che le due linee evolutive si separarono prima del Pleistocene, supportando perciò la classificazione in due specie distinte.

## Descrizione

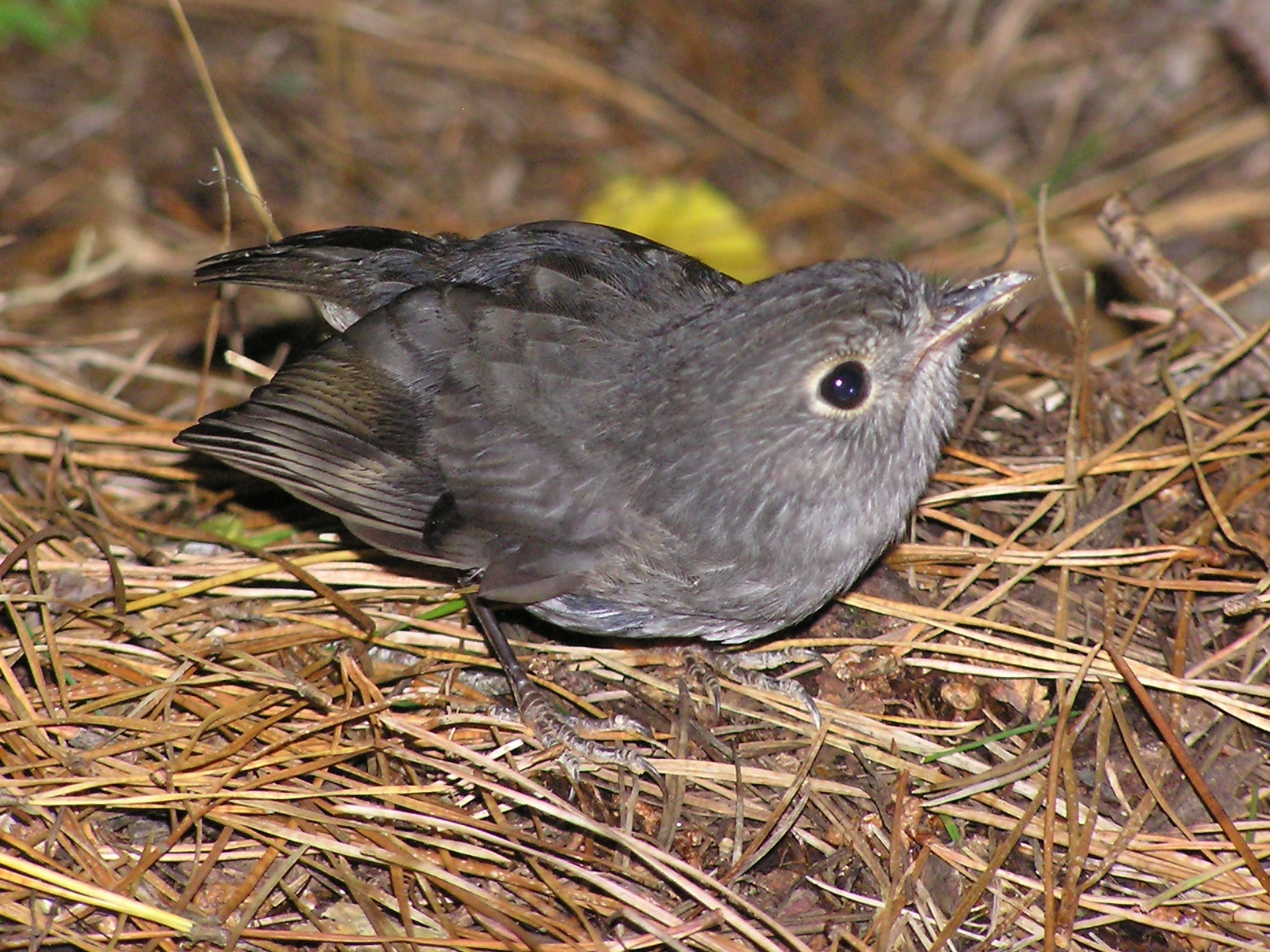
Un giovane che chiede del cibo.

Il piumaggio è complessivamente di colore grigio-nerastro scuro, con una zona chiara su petto e addome (più piccola che nella petroica bruna dell'Isola del Sud) e delle striature chiare sulle regioni superiori. Il dimorfismo sessuale è piuttosto evidente: i maschi hanno il piumaggio più scuro delle femmine e sono leggermente più grandi.

## Distribuzione e habitat
La petroica bruna dell'Isola del Nord è diffusa prevalentemente nella regione centrale dell'Isola del Nord, ma alcune piccole popolazioni relitte sono presenti su alcune isolette circostanti, sia a nord che a sud, come Moturoa, situata nella baia delle Isole, Little Barrier e Kapiti. Altre popolazioni sono state reintrodotte nel santuario Zealandia di Wellington e nella Moehau Range nella penisola di Coromandel. Una popolazione rimanente si è anche reinsediata da sé nella Ōhope Scenic Reserve, vicino Whakatāne; per facilitare il reinsediamento, nella riserva sono stati traslocati 40 esemplari provenienti dall'isola Mokoia.
Suo habitat naturale sono prevalentemente le foreste primigenie, in particolar modo quelle di Podocarpus e di faggi australi (Nothofagaceae), dal livello del mare fino alla linea degli alberi.

## Biologia
La petroica bruna dell'Isola del Nord, come quella dell'Isola del Sud, va in cerca di cibo sul terreno o nei suoi pressi (a differenza della petroica della Nuova Zelanda, sua parente stretta, dalle abitudini più arboricole). Le prede vengono individuate a partire da un posatoio, dove l'uccello attende in posizione sopraelevata fino a che non ne localizza una, o cercate attivamente; la preda viene prelevata dalla lettiera, dalla vegetazione bassa (rami e fogliame) e dai tronchi degli alberi. La specie si nutre prevalentemente di invertebrati, comprese cicale, lombrichi, wētā, chiocciole e ragni, ma mangia anche frutta. Quando le prede sono abbondanti, la petroica nasconde scorte di cibo per consumarle in seguito: tale comportamento è stato osservato più spesso nei maschi che nelle femmine. Esemplari di entrambi i sessi rubano il cibo dal nascondiglio del proprio compagno ed è meno probabile che nascondano il cibo nel caso questo sia presente.

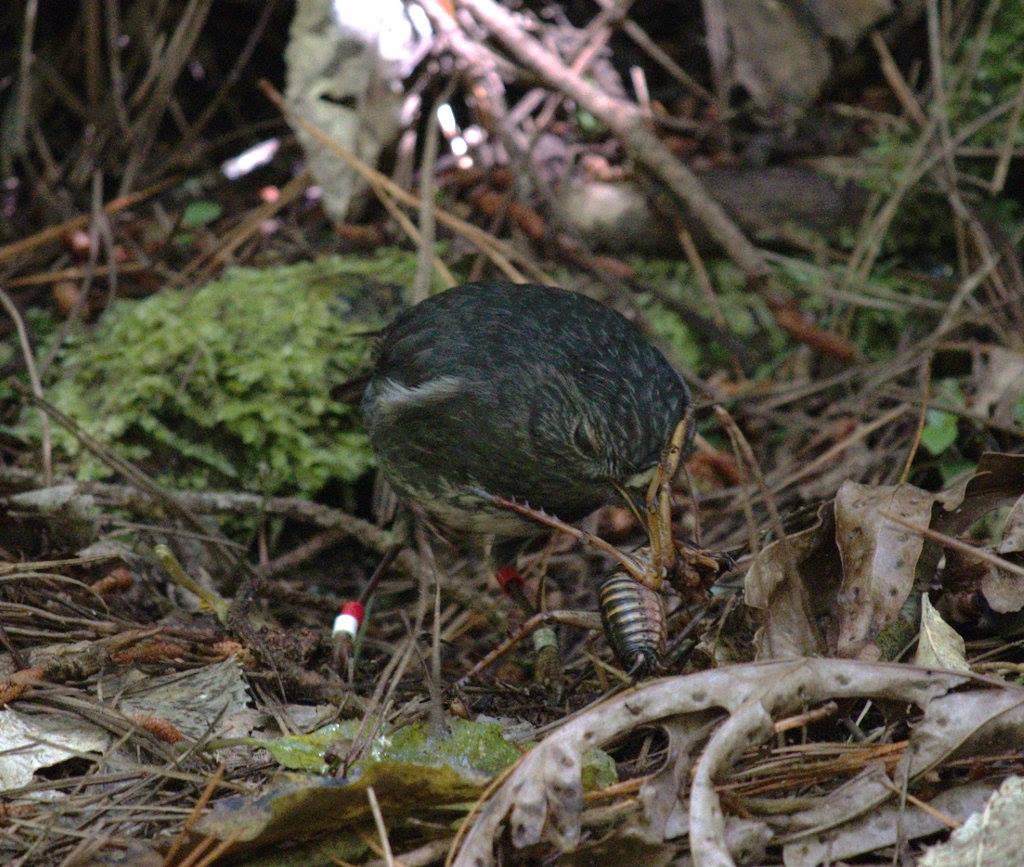
Questo esemplare ha catturato un wētā arboricolo
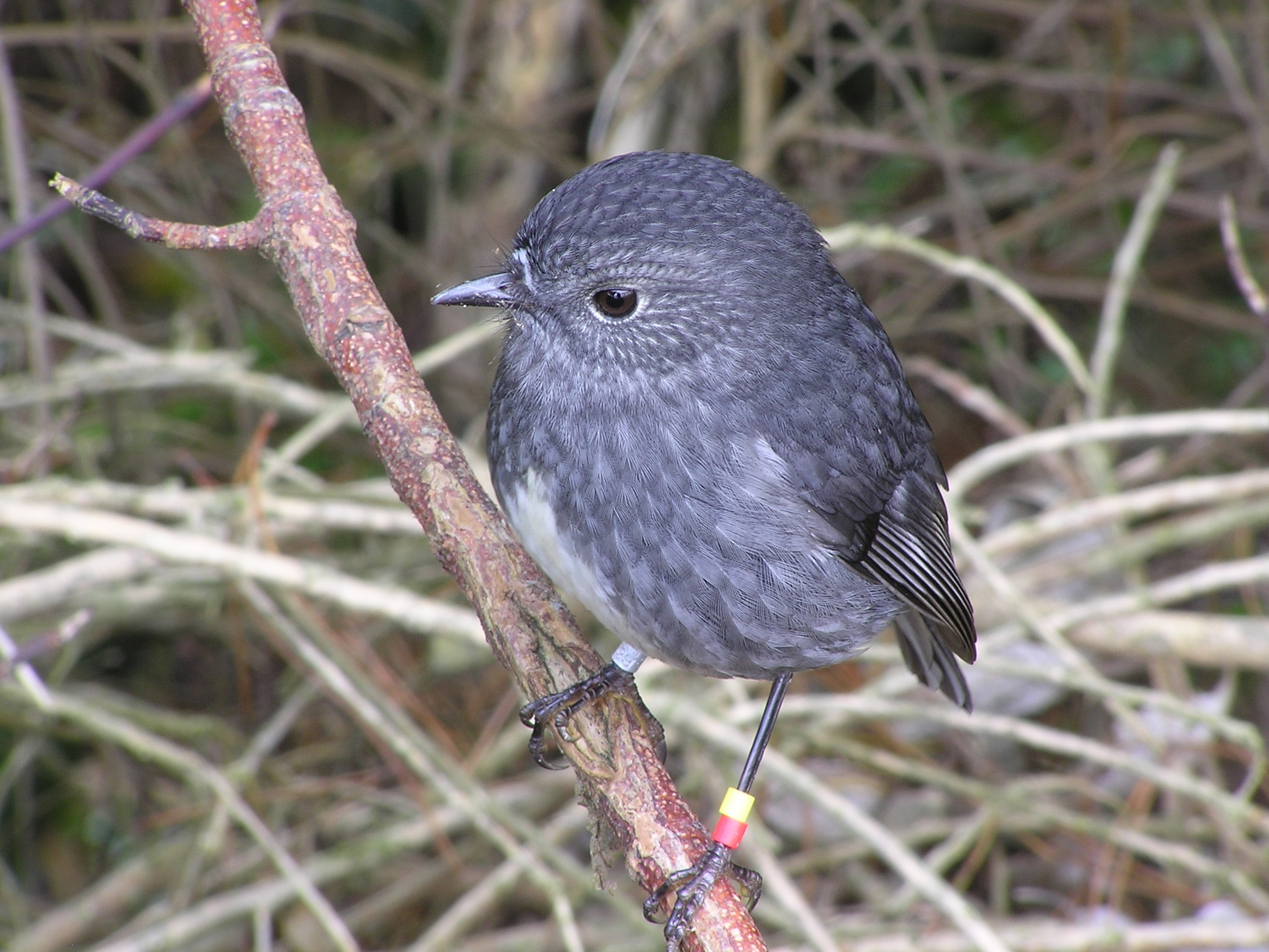
Un individuo perfettamente immobile sul posatoio in attesa della preda